# Sant Carles de la Ràpita
La Ràpita (em catalão e oficialmente) ou La Rápita (em castelhano) é um município da Espanha na comarca de Montsià, província de Tarragona, comunidade autónoma da Catalunha. Tem 53,7 km² de área e em 2021 tinha 14 931 habitantes (densidade: 278 hab./km²).
A cidade ficou tristemente conhecida por aí ter explodido a 11 de julho de 1978 um camião-cisterna, junto do parque de campismo de Los Alfaques, tendo provocado 217 mortos e 200 feridos.

## Demografia
| Variação demográfica do município entre 1991 e 2004 [carece de fontes?] | Variação demográfica do município entre 1991 e 2004 [carece de fontes?] | Variação demográfica do município entre 1991 e 2004 [carece de fontes?] | Variação demográfica do município entre 1991 e 2004 [carece de fontes?] |
| ----------------------------------------------------------------------- | ----------------------------------------------------------------------- | ----------------------------------------------------------------------- | ----------------------------------------------------------------------- |
| 1991                                                                    | 1996                                                                    | 2001                                                                    | 2004                                                                    |
| 10752                                                                   | 10828                                                                   | 11572                                                                   | 12594                                                                   |